# 本田理紗子
本田 理紗子（ほんだ りさこ、1989年11月18日 - ）は、日本のアイドル歌手、女優である。
三重県鈴鹿市出身。三重県立津高等学校出身。株式会社ウルトラマリンに所属し、2010年12月1日に、マキシシングル「First Story」でCDデビュー。

## 来歴・人物
- 2010年
  - 12月1日 - ミニアルバム『FirstStory』でメジャーデビュー。

- 2011年 
  - 1月20日 - 音楽雑誌「CD Journal　2月号（株式会社音楽出版社）」の視聴記に、「FirstStory」が掲載。
  - 1月21日 - 「FirstStory」収録曲の「Seven Colors」「Melancholia」が、J-CASTニュースのUSTREAM番組「J-CAST THE FRIDAY」（毎週金曜日昼12時半から放送）の主題歌（OP／ED）に起用される。【J-CAST THE FRIDAY】http://www.ustream.tv/channel/j-cast-the-friday
  - 2月18日 -「J-CAST THE FRIDAY」にメインMCとして出演スタート。
  - 3月9日 - 「Seven Colors」「Melancholia」がiTunes、IODA、レコチョクなどから配信スタート。
  - 5月18日 - シングルCDとして「Seven Colors」店頭販売スタート。※カップリングは「Melancholia」 [1]

## ディスコグラフィ
『RISACO First Story』 
- 全曲作詞：TETUJAPAN
- 全曲作曲：TETUJAPAN
- 全曲プロデュース：TETUJAPAN
- 全曲楽器演奏・プログラミング：Shishamo
- 全曲ミックス：Hidetsuna Kuwabara